# La Minerve

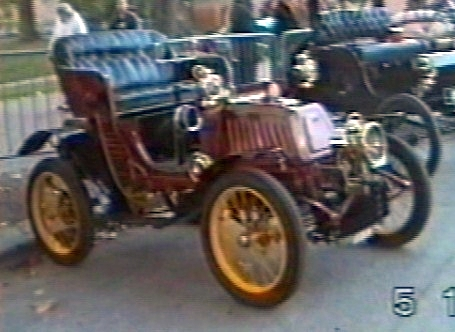
La Minerve von 1902

La Minerve von 1902

Die Société La Minerve war ein französischer Hersteller von Automobilen.

## Unternehmensgeschichte
Das Unternehmen aus Billancourt gelegen in der Straße „Point du Jour“ Nr. 30  begann 1901 mit der Produktion von Automobilen. 1906 endete die Produktion.

## Fahrzeuge
Das erste Modell 3 ½ CV besaß einen Einzylindermotor. Der Hubraum betrug 432 cm³ mit einer Bohrung von 85 mm und einem Hub von 80 mm. 1902 bestand das Angebot aus dem Einzylindermodell 6 CV, das in England als Vesta angeboten wurde, den Zweizylindermodellen 8 CV und 10 CV sowie dem Vierzylindermodell 15 CV oder 16 CV. 1903 kam ein Dreizylindermodell dazu und 1905 die großen Vierzylindermodelle 18 CV und 24 CV.
Ein Fahrzeug dieser Marke nimmt gelegentlich am London to Brighton Veteran Car Run teil.